# 毛小平
毛小平（1957年7月7日—），男，汉族，江苏武进人，中华人民共和国政治人物。

## 生平
毛小平年轻时在常州市工艺美术研究所工作，1981年12月加入中国共产党。1982年毕业于南京师范大学政治教育系，任教于常州高级中学。1983年进入共青团常州市委，先后任副书记、书记。1988年，任常州市钟楼区委书记。1996年任常州市新区管委会主任。1997年任常州市副市长。1998年任江苏省轻工厅副厅长。2001年调任无锡市副市长。
2003年3月5日至2011年5月5日任无锡市市长，担任市长一职长达8年又两个月，并在2008年当选全国人大代表。2011年4月18日至2011年12月22日，任无锡市委书记，然而仅过248天却由黄莉新接任。2012年2月，出任江苏省供销合作社副主任、党组成员（正厅级）。经查，毛小平涉嫌严重违纪，先后收受各种贿赂折合人民币57.7万。同时，毛小平严重道德败坏，与多名女性“通奸”。于2012年2月29日宣布，开除党籍。